# Франческо Коссу
Франческо Коссу (італ. Francesco Cossu, 11 січня 1907 — 4 листопада 1986) — італійський академічний веслувальник.
Бронзовий призер Олімпійських Ігор 1932 року в складі розпашної четвірки без стернового.
Чемпіон Європи 1931 року в складі розпашної четвірки зі стерновим.